# Комаровка (Железногорский район)
Комаровка — деревня в Железногорском районе Курской области. Входит в состав Рышковского сельсовета.

## География
Расположена в 23 км к юго-востоку от Железногорска на левом берегу реки Усожи. Высота над уровнем моря — 175 м.

## История
На плане генерального межевания Фатежского уезда 1785 года будущая Комаровка обозначена как часть села Шатохино. К середине XIX века деревня приобрела статус отдельного населённого пункта. По данным 9-й ревизии 1850 года владельческие крестьяне Комаровки и соседней деревни Львовки принадлежали следующим помещикам: жене штабс-капитана Марии Шатохиной (58 душ мужского пола) и наследникам подполковника Фёдора Шатохина (36 д.м.п.). В 1861 году деревня вошла в состав Игинской волости Фатежского уезда. С начала 1880-х годов Комаровка числилась в составе Нижнереутской волости Фатежского уезда. По данным 1883 года деревня состояла из двух общин. В 1900 году здесь проживало 186 человек (97 мужского пола и 89 женского).
После установления советской власти Комаровка вошла в состав Басовского сельсовета. С 1928 года в составе Фатежского района. В 1935—1963 годах деревня находилась в составе Верхнелюбажского района, затем возвращена в Фатежский район. В 1937 году в деревне было 24 двора. Во время Великой Отечественной войны, с октября 1941 года по февраль 1943 года, находилась в зоне немецко-фашистской оккупации. В 1950-е годы крестьянские хозяйства деревни числились в колхозе имени Сталинской Конституции (центр в с. Шатохино). В декабре 1991 года Комаровка вместе с Басовским сельсоветом была передана из Фатежского района в Железногорский. В 2017 году, с упразднением Басовского сельсовета, деревня была передана в Рышковский сельсовет.

## Население
| 1883 | 1905 | 1979 | 2002 | 2010 |
| ---- | ---- | ---- | ---- | ---- |
| 119  | ↗152 | ↘65  | ↘21  | ↗25  |